# لندزبرگ، زاکسن-آنهالت
شهر لندزبرگ، زاکسن-آنهالت (به آلمانی: Landsberg, Saxony-Anhalt) در ایالت زاکسن-آنهالت در کشور آلمان واقع شده‌است.